# 엔싱크

엔싱크 로고.

엔싱크('N Sync)는 미국의 팝, R&B 음악 그룹이다. 그는 음악 매니저인 로우 펄먼으로부터 1995년 픽업됐으며, 지금까지 5600만장 넘는 판매고를 자랑하고 있다.
같은 사람에게 픽업되어서인지 전체적인 분위기가 백스트리트 보이즈와 매우 흡사하다.
이 그룹은 1995년 플로리다주에서 결성됐으며, 멤버로는 저스틴 팀버레이크, 제이시 체즈, 렌스 바스, 조이 팻톤, 크리스 커크페트릭으로 구성됐었다. 이 그룹의 약자는 구성원 이름의 한 부분을 따서 만들었으며, 그들은 소니 뮤직 엔터테인먼트로부터 픽업됐다. 그들의 두 번째 앨범인 'No Strings Attached'은 첫주에만 110만 장이 팔렸고, 전 세계적으로는 한 달 만에 240만 장을 돌파했다. 그들은 올림픽이나 각종 시상식에서 공연을 선보였다.
2002년 공식 해체했다.

## 디스코그래피
- 'N Sync (1997)
- No Strings Attached (2000)
- Celebrity (2001)

## 투어
Headlining
- For the Girl Tour (1997)
- NSYNC in Concert (1998–2000)
- No Strings Attached Tour (2000)
- PopOdyssey Tour (2001)
- Celebrity Tour (2002)

As supporting act
- The Velvet Rope Tour (supporting Janet Jackson) (1998)